# Бомаш, Меер Хаимович
Меер Хаимович Бомаш вариант имени и отчества Максим Ефимович (9 (22) августа 1861, Ковно — 2 июня 1947, Москва) — российский врач и общественный деятель, депутат Государственной думы Российской империи IV созыва от города Лодзь Петроковской губернии.

## Биография
Родился 9 августа (по старому стилю) 1861 года в Ковно в семье купца второй гильдии Хаима-Гирша Мееровича Бомаша (3 января 1833, Августа, Сувалкская губерния — 1879) и Голды Шимелевны (Шименевны) Бомаш (в девичестве Соколовской, 1 апреля 1834, Ковно — 1914, Белосток). Родители заключили брак 23 ноября (по старому стилю) 1851 года в Кальварии. Семья переехала в Ковну из Кальварии незадолго до его рождения, но в последующие годы оставалась приписанной к купеческому сословию Кальварии. Еврей, иудейского вероисповедания, мещанин. Выпускник Ковенской мужской гимназии. В 1885 году окончил медицинский факультет Московского университета. Соученик А. П. Чехова. По окончании университета до 1887 года служил врачом в различных московских клиниках. С 1887 по 1892 год практикующий врач в местечке Ружаны Слонимского уезда Гродненской губернии. В 1892 году перебрался в Лодзь, где имел частную врачебную практику. В качестве военного врача участвовал в русско-японской войне. На Дальний Восток был призван в 1905 году и находился там до февраля 1906 года.  Награждён орденом Станислава 3-й степени. Прибыл снова в Лодзь в феврале 1906. К 1912 году с женой разведён и имел двоих детей.
25 октября 1912 года избран в Государственную думу IV созыва от Лодзи. Входил в Конституционно-демократическую фракцию. Был членом думской комиссии о торговле и промышленности и комиссии по направлению законодательных предположений. В составе кадетской фракции вошёл в Прогрессивный блок.
Осенью 1914 года совместно с депутатом Думы от Ковенской губернии Н. М. Фридманом выступил учредителем «Общества для вспоможения семьям евреев-воинов и еврейскому населению, пострадавшему от военных действий».
В 1915 году участвовал вместе Н. М. Фридманом в конфиденциальных встречах с членами правительства для информации их о положении еврейского населения в прифронтовой полосе: 23 февраля с министром иностранных дел С. Д. Сазоновым и 14 марта с министром финансов П. Л. Барком
28 августа 1915 года выступил в Думе с критикой антисемитских публикаций газетах «Новое время» и «Русское знамя».
20 февраля (3 марта) 1916 года выступил в Думе с резкой критикой решения о запрете военной цензурой еврейской прессы.  

5 июля 1915 г. был проведён опасный эксперимент над шестимиллионным еврейским населением России: у него отобрали родной язык. Работа всех еврейских периодических изданий, а это семь ежедневных газет, два еженедельника, два двухнедельника и два ежемесячника, была одним махом приостановлена. Подготовка к этому действию велась загодя. В Киевском военном округе все еврейские периодические издания были запрещены еще в марте, а в апреле приостановили деятельность выходящего в Одессе ежемесячника на иврите. Обмен письмами на идише или иврите был запрещён еще с начала войны, и еврейские массы, использующие в своем кругу исключительно идиш, утратили возможность письменного общения друг с другом. Таким образом, некий сын, воюющий в окопах, не может сообщить своей матери о том, что жив и здоров, на привычном ему и ей языке. В сентябре в Петрограде должны были появиться некоторые новые газеты. Одна из них, издаваемая на идише, выпустила девять номеров, а потом ее деятельность приостановили. У двух других газет разрешение на издание отозвали. К тому же все выпускаемые на русском языке еврейские публикации не должны содержать тексты на иврите, не разрешается использовать и цитаты на этом языке. Номер еврейского исторического ежеквартальника «Еврейская старина» был разрешён к распространению только после того, как цитаты из одного исторического документа на иврите были замазаны черной краской. Первые номера «Помощи» [печатного органа Петроградского еврейского комитета помощи жертвам войны] нельзя было выпустить, поскольку в них содержались предписания о правилах поведения для еврейских беженцев, написанные на идише. Все эти периодические издания ранее не получали нареканий со стороны властей и никак не могли вызвать подозрения в злом умысле, а потому даже с этой точки зрения не было оснований для приостановки их деятельности. Запрет на издание не могли вызвать и технические трудности работы цензуры, поскольку журналы и газеты выпускаются в крупных городах — в Варшаве, Вильно, Одессе и Петрограде, где подобные препятствия легко преодолимы. Нет ни одного логического объяснения подобным запретам и ограничениям. Остаётся лишь одна причина — антисемитизм. Некто хочет обрушить свой гнев на головы евреев. Сей некто в военное время извлек для себя пользу. Во всяком случае, есть неслыханное, отдающее средневековьем предписание, лишающее целый народ своего языка, на который эти люди имеют право наравне со всеми остальными народами, населяющими Россию (аплодисменты слева).

При обсуждении в кадетской фракции так называемого «циркуляра Кафафова» проявились противоречия между большинством фракции и её еврейским меньшинством. В январе 1916 года директор Департамента полиции К. Д. Кафафов разослал  губернаторам, начальникам областных и губернских жандармских управлений специальный циркуляр, в котором обвинял еврейское население  в  экономической измене и диверсии. Н. М. Фридман подал в президиум Думы заявление с требованием сделать соответствующий срочный запрос председателю Совета министров «по поводу незаконных действий властей по отношению к еврейскому населению». Руководство  кадетской фракции посчитало, что подобный запрос может вызвать раскол и недовольство в остальной части Прогрессивного блока. После переговоров М. Х. Бомаш предложил новый смягчённый вариант запроса, но и он не прошёл. Это было воспринято еврейской общественностью, как демонстрация «еврейского одиночества» в Думе, а отказ от запроса произвёл более тяжёлое впечатление, чем выступления записных думских антисемитов. М. Х. Бомаш с горечью заявлял: «Еврейские депутаты не имеют права вести самостоятельную политику». Этот вопрос обсуждался на заседании ЦК партии кадетов 31 марта 1916 год.
В 1916 году был соучредителем (вместе с присяжным поверенным Л. М. Айзенбергом и литератором В. С. Манделем) Еврейского литературно-художественного общества имени Леона Переца в доме № 48 по Рижскому проспекту.  
После Февральской революции 1917 жил в Петрограде. Возглавил организованную Думой комиссию по уборке трупов с улиц и поддержанию санитарного состояния в Петербурге.
Сразу после февраля 1917 года вместе с членом Государственной думы Н. М. Фридманом обратился к министру юстиции Керенскому с предложением издать одновременно с декретом об отмене сословий декрет об отмене национальных и религиозных ограничений. Керенский к этому предложению не прислушался, но позже 21 марта 1917 года такой декрет им был подписан, в результате чего евреи стали полноправными гражданами России. 24 марта участвовал в депутации евреев, депутатов IV Думы, и членов Политического бюро к главе Временного правительства министру-председателю князю Г. Е. Львову по поводу издания "Акта о равноправии".
В мае 1917 года участвовал в работе VII съезда российских сионистов в Петрограде. В августе 1917 года принял участие в работе Государственного совещания.
После большевистского переворота от активной политической деятельности отошёл. Жил в Москве, работал врачом-педиатром и терапевтом. В 1920-е годы состоял председателем финансовой комиссии Московского еврейского комитета помощи (МЕВОПО). В годы Великой Отечественной войны состоял членом Еврейского антифашистского комитета, его имя стоит в числе подписавших первое обращение комитета «Братья евреи всего мира!» (23 августа 1941).

## Отзывы современников
В. В. Шульгин, встретив в 1960-х годах в Ленинграде во время съёмок фильма «Суд истории» Анну Бомаш, дочь депутата IV Думы, сказал:

Да, ему было нелегко в Думе, так же, как было бы мне в Верховном Совете.

## Семья
- Жена — Елизавета 
  - Сын — Юлий Максимович (Меерович) Бомаш (1897—2 июня 1987)[20], выпускник медицинского факультета Московского университета[21], кандидат медицинских наук, врач-хирург в Институте оперативной хирургии 1-го МГУ, соавтор многократно переиздававшегося учебника «Оперативная хирургия и топографическая анатомия» (с Г. Е. Островерховым и Д. Н. Лубоцким, 2-е издание — 1964, 5-е издание — 2013) и «Практического руководства по топографической анатомии» (с В. В. Ковановым, 2-е издание — 1967).[22]. Его дочь, Наталия Юльевна Бомаш (22 июня 1923—16 января 2019)[23], кандидат медицинских наук (1966), работала врачом-патологоанатомом и научным сотрудником кафедры патологической анатомии Первого ленинградского медицинского института[24], автор трудов по патологии щитовидной железы[25].
  - Дочь — Анна Максимовна (Мееровна) Бомаш-Дымшиц (1898—1984)[26], с  1931 по 1941 году работала врачом-терапевтом, заведовала терапевтическим отделением больницы им. Свердлова в Ленинграде[27] (есть сведения что какое-то время работала в медпункте Смольного), во время войны капитан мед. службы, начальник отделения в Ленинградском эвакогоспитале, награждена медалью за оборону Ленинграда,[28] орденом "Красной звезды"[27], в 1960 году была причастна к расследованию убийства С. М. Кирова, проводимому КПК при ЦК КПСС[29][30],  в 1970-е продолжала работать врачом[19][31][31]
- Брат — Яков Ефимович Бомаш (1855, Кальвария — 1915)[4], врач, жил с семьёй (в том числе матерью) в Белостоке.
- Брат — Александр Ефимович (Зискинд Хаим-Гиршович) Бомаш (1859, Ковно — ?), кандидат права, жил с семьёй в Белостоке. Его дочь Мария была замужем за своим двоюродным братом, экономистом Абрамом Борисовичем Брауде (1889—1972) — заведующим кафедрой экономики и планирования промышленности и транспорта факультета советского строительства и права МГУ, главным редактором журнала «Финансы СССР», который был сыном старшей сестры Меера Хаимовича Бомаша — Дины (их сын — конструктор космической и ракетной техники А. А. Брауде).
- Сёстры — Софья (Сорэ-Эстер) (в замужестве Копельман, 1853—1939), Дина (в замужестве Брауде, 1857—?), Геня (Елена, Евгения, в замужестве Туркус, 1863—?), Хине (1867—?), Крейндл (Клара, в замужестве Розенцвейг, 1871—?), Бейле-Хая (Берта, 1873—1956)[4][32].
  - Племянник (сын младшей сестры Гени) — Михаил Александрович Туркус (1896—1991), архитектор-конструктивист[33].

## Труды
- Бомаш М. Е. О предоставлении еврейскому населению возможности свободного пользования отечественными лечебными местностями. Труды Съезда по улучшению отечественных лечебных местностей. Вып. 6, 1915. с. 279

## Адреса
- 1913 — Санкт-Петербург, Дегтярный переулок, д. 1[34].
- 1926 — Москва, пл. Воровского, дом 10, кв. 20[22]

### Рекомендуемые источники
- Brzoza Cz., Stepan K. Poslowie polscy w Parlamente Rosyjskim, 1906—1917: Slownik biograficzny. Warszawa, 2001.
- ГА РФ Ф. 9458 (Архив члена Государственной Думы М.Е. Бомаша)  выступления и записки М.Е. Бомаша по национальному вопросу в России, прошения от евреев.
- Hasia R. Diner. Doing Business in America: A Jewish History. 2018.

### Архивы
- Российский государственный исторический архив. Фонд 1278. Опись 9. Дело 96.
- ГА РФ, Фонды личного происхождения. ф. 9458. Бомаш Меер Хаймович, Член IV Государственной Думы.
- Personal archives of Meer Bomash, member of the State Duma

## Комментарии
1. ↑  До этого 12 февраля 1915 г. была встреча с председателем Совета министров И. Л. Горемыкиным Н. М. Фридмана, О. И. Грузенберга и члена Правления Варшавской Еврейской общины г. Давидсона, в которой М. Х. Бомаш не участвовал. lib.ru/JUDAICA/Stenog_1915.htm В. Е. Кельнер. Стенограммы встреч министров русского правительства с представителями еврейской общественности в 1915 г. Москва, 1999 г. Общество «Еврейское наследие» Серия монографий: выпуск 7 (недоступная ссылка).
2. ↑  В частности в «Новом Времени» писалось, что «вот, мол, после войны армия скажет, что евреи на войне были врагами армии», а в «Русском знамени», что «нельзя поручиться ни за одного еврея-солдата, даже добровольно служащего в армии, что он не предаст армии» и что «евреи-врачи прививают сифилис и что они в лазаретах занимаются членовредительством» ... Цит. по: lib.ru/JUDAICA/Stenog_1915.htm Іван Дзюба. Епізоди з історії Російського нацioналізму (недоступная ссылка)
3. ↑  По словам П. Н. Милюкова, запрос был внесён Фридманом и Шингарёвым, но правые сорвали кворум. Депутаты евреи (очевидно Бомаш, Гуревич и Фридман) согласились отозвать запрос, если правительство "не признает закономерными" подобные циркуляры. Но после выступления директора департамента полиции Кафафова, говорившего "гадости", Бомаш, который по договоренности с фракцией кадетов должен был снять запрос, начал колебаться. Затем выступил с "фатальной речью" граф Капнист [2-й]. Председатель Думы Родзянко не сумел остановить речь Капниста. А Бомаш прочитал заготовленную формулу отказа от запроса в самый не подходящий момент. По мнению Милюкова, создалась "автоматически безобразная сцена, в которой виноват и Бомаш, и Родзянко". Цит. по Протоколы Центрального Комитета Конституционно-демократической партии. 1915-1920 гг. М.: РОССПЭН. 1998. с. 263.